# Gameleiras
Gameleiras este un oraș în Minas Gerais (MG), Brazilia.